# Aya
Aya (jap. あや, アカネ) – żeńskie imię japońskie.

## Możliwa pisownia
Aya można zapisać używając wielu różnych znaków kanji i może znaczyć m.in.:
- 彩, „kolor”[1]
- 綾, „diagonal”
- 絢, „barwny”
- 理, „prawda/logika” (występuje też inna wymowa tego imienia: Osamu)
- 順, „porządek/kolejność” (występuje też inna wymowa tego imienia: Jun)
- 文, „list” (występuje też inna wymowa tego imienia: Fumi)
- 亜矢, „Azja, strzała”
- 亜弥, „Azja, rozległy/pełny”
- 亜夜, „Azja, noc”

## Znane osoby
- Aya Endō (綾), japońska seiyū
- Aya Hirano (綾), japońska seiyū i piosenkarka
- Aya Hisakawa (綾), japońska seiyū i piosenkarka
- Aya Kitō (亜也), autorka pamiętnika i główna bohaterka dramy 1 Litre no Namida
- Aya Kokumai (亜矢), japońska aktorka i modelka
- Aya Kōda (文), japońska eseistka i powieściopisarka
- Aya Matsu’ura (亜弥), japońska piosenkarka j-pop i aktorka
- Aya Miyama (あや), japońska piłkarka
- Aya Sameshima (彩), japońska piłkarka
- Aya Seo (有耶), japońska siatkarka
- Aya Terakawa (綾), japońska pływaczka, specjalizująca się w stylu grzbietowym
- Aya Uchida (彩), japońska seiyū i piosenkarka
- Aya Ueto (彩), japońska aktorka i piosenkarka

## Fikcyjne postacie
- Aya Natsume (亜夜), bohaterka mangi i anime Tenjo tenge
- Aya Shameimaru (文), bohaterka serii gier Touhou Project